# Анні Фрізінгер-Постма
Анні Фрізінгер-Постма (нім. Anni Friesinger-Postma, 19 січня 1977) — німецька ковзанярка, триразова олімпійська чемпіонка, багаторазова чемпіонка світу, рекордсменка світу.
Анні Фрізінгер народилася в сім'ї німця Георга Фрізінгера та польки Яніни Коровіцької. Її батьки займалися ковзанярським спортом. Брат і сестра Анні теж ковзанярі. Після одруження в 2009 з нідерландським ковзанярем Ідсом Постмою, вона змінила прізвище на подвійне. 
Окрім п'яти олімпійських медалей, три з яких золоті, та численних нагород чемпіонатів світу, Анні п'ять разів ставала чемпіонкою Європи в абсолютному заліку. Фрізінгер тричі встановлювала рекорд світу на дистанції 1500 м, хоча зараз він уже побитий. 

## Автобіографія
- Mein Leben, mein Sport, meine besten Fitness-Tipps  («Моє життя, мій спорт, мої найкращі поради з фітнесу»). Березень 2004, Goldmann. ISBN 3-442-39059-1 (нім.)

1. ↑  Olympedia — 2006.